# Зоран Планинић
Зоран Планинић (Мостар, 12. септембар 1982) је бивши хрватски кошаркаш. Играо је на позицији плејмејкера.

## Каријера

### Клупска
Три године је провео у загребачкој Цибони, а 2001. је био најкориснији играч Хрватске лиге. Планинић је изабран као 22. пик НБА драфта 2003. од стране Њу Џерзи нетса. Укупно је одиграо 3 сезоне, а просјечно је постизао 4 поена, 1,4 скока и 1,1 асистенцију. У лето 2006, Њу Џерзи Нетси су откупили његов уговор, па се Планинић вратио у Европу и потписао за шпанску Таукерамику. Са ТАУ-ом двапут осваја шпански суперкуп и једном шпанску лигу.
У мају 2008, Планинић је потписао двогодишњи уговор са московским ЦСКА. Од 2010. до 2013. је наступао за Химки и са њима је освојио Еврокуп у сезони 2011/12. а био је и проглашен најкориснијим играчем финала. У јулу 2013. је потписао двогодишњи уговор са турским Анадолу Ефесом.

### Репрезентативна
Планинић је био члан Хрватске репрезентације до 22 године која је на Свјетском првенству 2001. освојила сребрну медаљу. Са сениорском репрезентацијом Хрватске је учествовао на Европским првенствима 2003, 2005, 2007 и 2009. Још је наступао на Олимпијским играма 2008. у Пекингу и на Светском првенству 2010.

## Успеси

### Клупски
- Цибона:
  - Првенство Хрватске (2): 2000/01, 2001/02.
  - Куп Хрватске (2): 2001, 2002.
- Саски Басконија:
  - Првенство Шпаније (1): 2007/08.
  - Суперкуп Шпаније (2): 2006, 2007.
- ЦСКА Москва:
  - Првенство Русије (2): 2008/09, 2009/10.
  - Куп Русије (1): 2010.
  - ВТБ јунајтед лига (2): 2008, 2009/10.
- Химки:
  - Еврокуп (1): 2011/12.
  - ВТБ јунајтед лига (1): 2010/11.

### Појединачни
- Најкориснији играч финала Еврокупа (1): 2011/12.
- Идеални тим Еврокупа - прва постава (1): 2011/12.

### Репрезентативни
- Светско првенство до 19 година:  1999.
- Светско првенство до 21 године:  2001.